# Franc-maçonnerie en Tchéquie
La franc-maçonnerie en Tchéquie nait en 1741 avec la création de la loge Aux trois couronnes par des militaires français de l'armée du Maréchal de Belle-Isle, présents dans le cadre de la guerre de Succession d'Autriche, qui ont mis le siège et pris la ville de Prague. Elle prospère jusqu'à l'interdiction, en 1801, par l'empereur François Ier, des activités maçonniques.

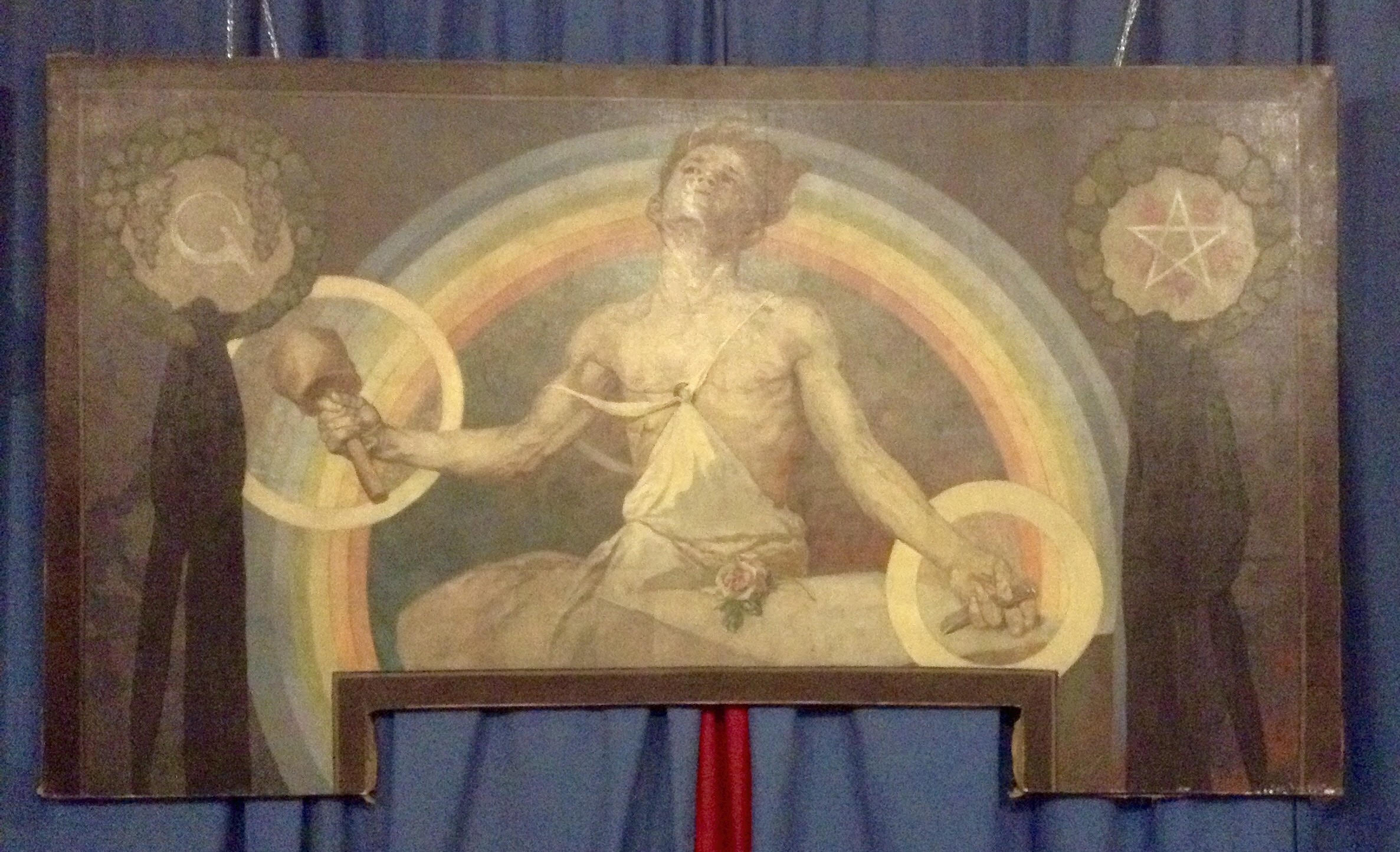
L'apprenti franc-maçon par Alfons Mucha

Elle renait vers la fin du XIXe siècle et, de façon officielle, lors de la Première République tchécoslovaque avec la création d'une Grande Loge nationale tchécoslovaque en 1923.
À partir de 1938, à la suite des accords de Munich et à l'invasion du pays par les Allemands, elle subit le subit le sors de la franc-maçonnerie durant la Seconde Guerre mondiale et est mise en sommeil jusqu'à la fin de la guerre. Brièvement active après 1945, elle s'auto-dissout en 1951 à la suite de la prise de pouvoir par les communistes. Parmi les franc-maçons victimes du régime communiste il y a Jan Masaryk, le fils du premier president tchécoslovaque Tomáš Garrigue Masaryk, qui a été lui aussi un franc-maçon.
Elle renait en 1990. Le Grand Orient de France y fonde une Grande Loge en 1993, partiellement fusionnée en 2008 avec la Grande Loge de la République tchèque. Elle compte, au début du XXIe siècle, une vingtaine de loges.
Parmi les maçons célèbres, on compte Karel Čapek, initié à Rome, Alfons Mucha, initié en France, ou encore Alois Rašín.

### Ressources documentaires
- Jiři Šonka, « Courants antimaçonniques en Bohême » dans Alain Dierkens, Les Courants antimaçonniques hier et aujourd’hui, Bruxelles, Université de Bruxelles, 1993, 173 p. (ISBN 2-8004-1075-2)
- Daniel Beresniak, La Franc-Maçonnerie en Europe de l’Est, éditions du Rocher, 1992
- William Parker et Jacques Huyghebaert, « History of Freemasonry in the Czech Republic », 2010
- Alain Faujas, « Sur les ruines du communisme », Le Monde diplomatique, vol. 256,‎ avril 2000 (ISSN 0182-2411)
- Jacques Huyghebaert, Alphonse Mucha, 1860-1939, l’homme, le peintre et le franc-maçon, Ars Macionica, 2002
- Jana Šetrilova (trad. Jacques Huyghebaert), Alphonse Mucha, Franc-Maçon, 2008